# Deudorix diopolis
Deudorix diopolis är en fjärilsart som beskrevs av William Chapman Hewitson 1878. Deudorix diopolis ingår i släktet Deudorix och familjen juvelvingar. Inga underarter finns listade i Catalogue of Life.